# Блумингтонская школа
Блумингтонская школа — неофициальное название группы исследователей в области социальных и экономических наук. Блумингтонская школа возникла в 1970-е годы в университете Индианы, город Блумингтон, США. Её основателями являются Элинор Остром, лауреат премии по экономике памяти Альфреда Нобеля за 2009 год, и её муж, известный специалист в области федерализма и изучения политических процессов, Винсент Остром. Организационно Блумингтонская школа базируется в основном в Центре анализа политики и политической теории, который до июня 2012 года возглавляла Э. Остром. Данная научная школа является одним из лидирующих направлений в области исследования институциональных процессов.

## Направления исследований
Представители Блумингтонской школы исследуют особый подкласс социальной реальности — институциональную реальность.
В рамках Блумингтонской школы особое внимание уделяется использованию неоиституциональной методологии в изучении социальных дилемм, коллективной деятельности, идентичности и общих ресурсов.
За время существования Блумингтонской школы её исследователями были предложены следующие методы: IAD анализ (подход институционального анализа и развития), институциональное интегральное моделирование, метод институциональной диагностики, институциональное картографирование, фрейминг-анализ, мультишкалирование, полицентричный подход, SES Framework и пр.
Семинары Блумингтонской школы регулярно посещают специалисты в области географии, психологии, медицины, антропологии, генетики, юриспруденции, экономики, а также всех социальных и гуманитарных наук.

## Представители
Наиболее видными представителями Блумингтонской школы являются Элинор Остром, Винсент Остром, Ш. Аттари (Shahzeen Attari), А. Банана (Abwoli Banana), Э. Бланко (Esther Blanco), Д. Брасс (Jennifer N. Brass), Э. Брондизио (Eduardo Brondizio), Х.-К. Карденас (Juan-Camilo Cardenas), С. Карли (Sanya Carley), Д. Коул (Daniel Cole), А. Краиуту (Aurelian Craiutu), С. Кроуфорд (Sue Crawford), С. Эспиноза (Salvador Espinosa), Т. Эванс (Tom Evans), Дж. Фармер (James Farmer), Б. Фишер (Burnell Fischer), А. Мехротра (Ajay Mehrotra), М. Макгиннес (Mike McGinnis), Э. Потите (Amy Poteete), Д. Росс (Justin Ross), Р. Човдхари (Rinku Roy Chowdhury), Ф. Сабетти (Filippo Sabetti), М. Шан (Michael Schoon), В. Стоун (Verlon Stone), К. Такер (Catherine Tucker), Т. Витале (Tommaso Vitale), Дж. Уолкер (Jimmy Walker).